# Uranotaenia rickenbachi
Uranotaenia rickenbachi är en tvåvingeart som beskrevs av Cunha Ramos 1993. Uranotaenia rickenbachi ingår i släktet Uranotaenia och familjen stickmyggor. Inga underarter finns listade i Catalogue of Life.